# Porc pie danois
Le porc pie danois (dansk sortbroget), est une race porcine surnommée « cochon à pompons ou à clochettes » à cause des protubérances que l'on remarque à l'approche du cou pour un tiers des individus de cette race. Ses excroissances de peau n'ont aucune fonction. Son nom en danois se traduit par pie noir qui est la couleur de sa robe.

## Origine
Le pie noir danois est originaire de l'île de Fionie au Danemark. Il est issu de croisements dans les années 1880 avec des porcs locaux et le Gloucestershire Old Spot importé d'Angleterre. Son premier registre généalogique a été publié en 1920. On peut notamment l'observer à l'arche Warder, dans le Schleswig-Holstein, où il bénéficie d'un programme de préservation. C'est une race considérée en danger extrême d'extinction, car il a été remplacé par le landrace danois à robe blanche, à l'engraissement rapide et aux excellentes qualités bouchères.

## Description
Le pie noir danois est de taille petite à moyenne, le corps long, plutôt haut sur pattes. Il a de longues oreilles portées en avant et cachant les yeux. Il a le groin allongé.
C'est un animal très rustique qui peut sortir toute l'année et très prolifique. Le nombre de porcelets par portée est élevé. Il a un tempérament très familier. Sa viande, plutôt brune, est fort savoureuse.